# 행복한 울릉인
"행복한 울릉인"은 한국에서 제작된 황석호 감독의 2010년 다큐멘터리 영화이다. 남지현 등이 주연으로 출연하였다.

## 출연

### 주연
- 남지현
- 이상호

## 기타
- 음악부문: 장사익